# Waterville (Wisconsin)
Waterville – miasto w Stanach Zjednoczonych, w stanie Wisconsin, w hrabstwie Pepin.